# USS O’Bannon (DD-177)
USS O’Bannon (DD-177) – amerykański niszczyciel typu Wickes będący w służbie United States Navy w okresie po I wojnie światowej. Patronem okrętu był Presley O’Bannon.
Stępkę okrętu położono 12 listopada 1918 w stoczni Union Iron Works w San Francisco. Zwodowano go 28 lutego 1919, matką chrzestną była Henry O’Bannon Cooper, krewna patrona okrętu. Jednostka weszła do służby 27 sierpnia 1919 w San Francisco, pierwszym dowódcą został Lt. Robert F. Gross.
"O’Bannon” pływał z San Diego na ćwiczenia i manewry wzdłuż wybrzeża Kalifornii i na wodach hawajskich przez cały okres służby. Wiosną 1920 przeprowadził eksperymenty z torpedami, następnie został przesunięty do służby rezerwowej, od czerwca do listopada. Następnie wznowił służbę szkolną. Został wycofany ze służby w San Diego 27 maja 1922. Jednostka została skreślona z listy okrętów floty 19 maja 1936 i sprzedana 29 września 1936.